# جوزيف ميريويذر تيريل
وهو سياسي أمريكي ينتمي إلى الحزب الديمقراطي ولد جوزيف ميريويذر تيريل في 6 يونيو من سنة 1861 في مقاطعة ميريويذر بولاية جورجيا تيريل درس القانون وبدأ حياته المهنية في عام 1882 كمحام في جورجيا شغل جوزيف ميريويذر تيريل منصب حاكم ولاية جورجيا ما بين عامي 1902 إلى عام 1907 وخدم أيضا في مجلس الشيوخ الأمريكي ما بين عامي 1910 إلى عام 1911 توفي جوزيف ميريويذر تيريل في 17 نوفمبر من سنة 1912 في مدينة اتلانتا بولاية جورجيا.